# Барраса, Адриана
Адриана Барраса (исп. Adriana Barraza) — мексиканская теле- и киноактриса, а также преподаватель курсов актёрского мастерства в школе при телекомпании Televisa. Её наиболее известные фильмы — «Сука любовь» и «Вавилон». Она снималась с Гаэлем Гарсией Берналем в обоих фильмах. За последний была номинирована на премии «Оскар» и «Золотой глобус».

## Фильмография
- 2024 — Мой пингвин / My Penguin Friend — Мария
- 2023 — Синий Жук / Blue Beetle — Нана
- 2019 — Рэмбо: Последняя кровь / Rambo: Last Blood — Мария
- 2014 — Торт / Cake — Силвана
- 2011 — Prada и чувства / From Prada to Nada — Аурелия Домингес
- 2011 — Тор / Thor — Изабель Альварес
- 2010 — И наступит тьма / And Soon the Darkness — Росамария
- 2009 — Затащи меня в Ад / Drag Me to Hell — Шон Сан Дина
- 2008 — Henry Poole is here — Эсперанса Мартинес
- 2007 — Don’t Let Me Drown (пре-производство) — Вирхиния
- 2006 — Вавилон / Babel — Амелия
- 2002 — Класс 406 / Clase 406
- 2000 — Сука любовь / Amores perros — мама Октавио
- 2000 — Безумие любви / Locura de Amor
- 1999 — Вторая ночь / Segunda noche, La — мама Лулу и Лауры
- 1999 — Paloma de Marsella, La
- 1998 — Живу ради Елены / Vivo por Elena
- 1998 — Первая ночь / Primera noche, La — мама Бруно
- 1997 — Однажды у нас вырастут крылья / Alguna Vez Tendremos Alas
- 1995 — На одно лицо / Bajo un Mismo Rostro

## Номинации
«Оскар»
- Лучшая женская роль второго плана за «Вавилон»

«Золотой глобус»
- Лучшая актриса второго плана за «Вавилон»

Screen Actors Guild Award
- Лучшая актриса второго плана за «Вавилон»

Broadcast Film Critics Association
- Лучшая актриса второго плана за «Вавилон»